# Самгау (премия)
Премия «Самгау» (Самғау) — это премия учреждена за выдающиеся достижения инвалидов (людей с ограниченными возможностями) в области культуры, спорта, образования и общественной деятельности в Казахстане.

Премия «Самғау» — это второй проект в сфере благотворительности, созданный коллективом благотворительного фонда «Бауыржан». Первым проектом является снискавшая общественную славу премия «Алтын Журек».

## История премии «Самғау»
Это уникальная премия была задумана еще 2008 году, но долгое время пылилась на полке, как один из проектов фонда «Бауыржан». 2010 году этот проект был осуществлен при поддержки фонда «Мейірім» и ТОО «КазРосГаз». Премия «Самғау» создана для тех, кто, несмотря на свой недуг, не опустил руки. А нашел в себе силы жить полноценной жизнью.
Уникальность премии заключается в объединении всех инвалидов — по слуху, зрению, общим заболеваниям, с нарушением опорно-двигательного аппарата — в едином творческом соревновании.
Премия проводится 3 декабря на Международный день инвалидов в городе Алматы.

## Призовой фонд
Победителей определяет компетентное жюри — известные люди в мире спорта, литературы, музыки, культуры и образования.
По каждой номинации 500 000 тенге. Общий призовой фонд составляет 3 000 000 тенге.

## Правила
Соискателями премии могут стать физические лица, имеющие инвалидность I, II, III группы, а также коллектив. Соискатели на премию должны активно заниматься общественной деятельностью, участвовать в культурной жизни общества и показывать волю в достижении поставленной цели. Выдвижение работ на соискание премии осуществляется государственные и общественные, международные, национальные, местные организации, юридические лица, средства массовой информации, государственные институты.

### Голосование
Отбор победителей проходит в два этапа.
Первичный отбор осуществляется Организационным комитетом премии на основании полученных заявок и предоставления всех подтверждающих документов.
Второй этап стартует не позднее, чем за 10 дней до торжественной процедуры награждения. Из числа выбранных номинантов Общественный совет премии путём тайного голосования выбирает лауреатов премии.
Решение о награждении принимается простым большинством голосов при последовательном обсуждении кандидатур.
Все участники конкурса, независимо от решения Организационного комитета и Общественного совета, поощряются благодарственными письмами.

### Критерии отбора победителей
Для физических лиц:
- Группа и характер инвалидности;
- Соответствие номинации;
- Награды и прочие документы, подтверждающие профессиональное мастерство участника;
- Степень преодоления инвалидом с помощью занятий общественной деятельностью (культура, спорт, образования, искусства) своего недуга;
- Полнота предоставленных документов;
- Грамоты, дипломы (международные и отечественные);
- Материалы СМИ.

Для коллектива:
- Группа и характер инвалидности;
- Соответствие номинации;
- Награды и прочие документы, подтверждающие профессиональное мастерство участника;
- Степень преодоления инвалидом с помощью занятий общественной деятельностью (культура, спорт, образования, искусства) своего недуга;
- Полнота предоставленных документов;
- Грамоты, дипломы (международные и отечественные);
- Материалы СМИ.

## Номинации премии «Самғау»
1. «За достижения в области спорта»;
2. «За достижения в области литературы»;
3. «За активную общественную деятельность»;
4. «За достижение в области изобразительного искусства»;
5. «За достижения в области исполнительского вида искусства»;
6. «За достижение в области прикладного искусства»;

## Лауреаты премии «Самғау» 2010 год
1. «За достижения в области культуры» изобразительное искусство — Абжанова Анар Сабырбековна;
2. «За достижения в области культуры» исполнительские виды искусства — Алпысова Айтжамал Бельгебаевна;
3. «За достижения в области культуры» хореография — Капанов Амангельды Шаукенович;
4. «За достижения в области образования» — Михайлюкова Зинаида Кузьминична;
5. «За достижения в области спорта» — Рожков Максим Васильевич;
6. «За активную общественную деятельность» — Тулегенов Руслан Каншамбекович;
7. «За достижения в области литературы» — Аубакиров Байбулат Абаевич;
8. «Детское творчество» — Вокальная группа-трио «Сәт».

## Лауреаты премии «Самғау» 2011 год
1. «За достижения в области спорта» — Кабира Аскарова;
2. «За достижения в области литературы» — Нурмухаммед Абилкасымов и Эльмира Омарбекова;
3. «За активную общественную деятельность» — Али Аманбаев;
4. «За достижения в области культуры» изобразительное искусство — Калибек Айнажаров;
5. «За достижения в области культуры» исполнительские виды искусства — Жавдат Ханюков;
6. «За достижения в области прикладного искусства» — Абылайхан Асылбай.